# گشت ویژه
گشت ویژه نام یک مجموعه تلویزیونی ایرانی به نویسندگی طلا معتضدی و صادق خوشحال و به کارگردانی «مهدی رحمانی» است که در سال ۱۳۹۵ تولید شده‌است.
این سریال در ١٠ قسمت ساخته شده است.

## خلاصه داستان
موضوع این مجموعه تلویزیونی دربارهٔ ماجراهای یک گروه پلیس زبده و ورزیده‌است که در چالش با پرونده‌های پلیسی، به رویارویی و حل و فصل آنها می‌پردازند. کاراکترهای مجموعه تلویزیونی شامل چند جوان است که به عنوان نیروهای گشت انتظامی فعالیت می‌کنند و در سطح شهر با یک اتفاق روبه‌رو می‌شوند و آن را پیگیری می‌کنند…

## بازیگران اصلی
- حمید گودرزی
- شاهد احمدلو
- پدرام شریفی
- محمود پاک‌نیت
- امیر کاظمی
- احسان بیات فر

## بازیگران مهمان
*قسمت اول
- طوفان مهردادیان
- حشمت‌الله آرمیده
- مهرداد فلاحتگر
- بیژن حجازی
- پروین ملکی
- نسرین کردی
- حمید کهندانی
- مریم همتیان
- مسیح کاظمی
- علی حسن ناصری
- داوود ذاکری
- بازیگران خردسال: پرهام هاشمی پور و یزدان کوکبی صبا

*قسمت دوم
- سوگل طهماسبی
- مهسا ظفری
- بهشته آلیان
- علی مهربان

*قسمت سوم
- حسین سلیمانی
- آزیتا لاچینی
- داریوش اسدزاده
- محسن پناهی
- ابراهیم شجاعی

*قسمت چهارم
- هامون سیدی
- محمد بکاییان
- محمدصادق سعدی
- سامان ارسطو
- علی عطایی
- حسین رجبعلی زاده
- محیا صدرزاده
- مرتضی هوشمند
- رضا عباس‌زاده
- مصطفی آخوندی

*قسمت پنجم
- رحیم نوروزی
- زهره صفوی
- صبا گرگین
- علیرضا ساوه درودی
- مروارید تواناصفت
- زهره نظری
- حسین رجبعلی‌زاده
- رامین احتشام‌زاده

*قسمت ششم
- محمدجواد جعفرپور
- شهرام تیموریان
- محسن رنجبر
- میلاد مرادی نسب
- حمید رضایی
- فریبا شاهسون
- محسن نیکو سخن
- امیرحسین خنجری

*قسمت هفتم
- غلامرضا اصانلو
- فرخنده فرمانی‌زاده
- مهرداد بهاءالدینی
- صفر محمدی
- محمدجواد سعدی
- حسام منظور
- فاطمه رضایی
- سعید بیات
- حسن کریمخان زند
- مریم شرفی
- جلال شکری
- پوریا ایمانی
- محسن رنجبر
- مسعود چوبین
- ‏حمید عرب‌سرخی‏

*قسمت هشتم
- محمد الهی
- هاله کرجی
- محمدجواد جعفرپور
- امیر احمدی
- فرحناز طباطبایی
- ابوالفضل خدابنده لو
- اصغر احمدیان
- مجید مهین دوست
- وحید سعدی
- جلال مرادیان

*قسمت نهم
- علی‌اصغر طبسی
- مژده امینی
- مولود اکبرزاده
- زهرا برومند
- ندا قاسمی
- هاله کرجی
- محمدجواد جعفرپور

*قسمت دهم
- فرهاد فرجی
- صادق حسنی